# Messenia (unità periferica)
La Messenia (in greco Μεσσηνία? Messinìa) è una delle cinque unità periferiche del Peloponneso, una delle tredici periferie (in greco περιφέρειες?, perifèrjes - regione amministrativa) della Grecia. Il capoluogo è la città di Calamata.
L'unità periferica, che corrisponde grosso modo alla regione storica greca della Messenia, confina con l'Elide a nord, Arcadia ad est e Laconia a sudest. A ovest è bagnata dal Mar Ionio.

## Prefettura
La Messenia era una prefettura della Grecia, abolita a partire dal 1º gennaio 2011 a seguito dell'entrata in vigore della riforma amministrativa detta programma Callicrate
La riforma amministrativa ha anche modificato la struttura dei comuni che ora si presenta come nella seguente tabella:
| Nuovo comune      | Vecchio comune   | Sede       |
| ----------------- | ---------------- | ---------- |
| Calamata          | Calamata         | Calamata   |
| Calamata          | Aris             | Calamata   |
| Calamata          | Arfara           | Calamata   |
| Calamata          | Thouria          | Calamata   |
| Messene (Messini) | Messene          | Messene    |
| Messene (Messini) | Aipeia           | Messene    |
| Messene (Messini) | Androusa         | Messene    |
| Messene (Messini) | Aristomenis      | Messene    |
| Messene (Messini) | Voufrades        | Messene    |
| Messene (Messini) | Ithomi           | Messene    |
| Messene (Messini) | Petalidi         | Messene    |
| Messene (Messini) | Trikorfo         | Messene    |
| Ichalia           | Ichalia          | Meligalas  |
| Ichalia           | Andania          | Meligalas  |
| Ichalia           | Dorio            | Meligalas  |
| Ichalia           | Eira             | Meligalas  |
| Ichalia           | Meligalas        | Meligalas  |
| Pylos-Nestoras    | Navarino (Pylos) | Navarino   |
| Pylos-Nestoras    | Corone           | Navarino   |
| Pylos-Nestoras    | Modone           | Navarino   |
| Pylos-Nestoras    | Nestoras         | Navarino   |
| Pylos-Nestoras    | Papaflessas      | Navarino   |
| Pylos-Nestoras    | Chiliochoria     | Navarino   |
| Trifyllia         | Kyparissia       | Kyparissia |
| Trifyllia         | Aetos            | Kyparissia |
| Trifyllia         | Avlona           | Kyparissia |
| Trifyllia         | Gargalianoi      | Kyparissia |
| Trifyllia         | Filiatra         | Kyparissia |
| Trifyllia         | Tripyla          | Kyparissia |
| Dytiki Mani       | Avia             | Kardamyli  |
| Dytiki Mani       | Lefktro          | Kardamyli  |

## Precedente suddivisione amministrativa
Dal 1997, con l'attuazione della riforma Kapodistrias, la prefettura della Messenia era suddivisa in 29 comuni e 2 comunità.
| comuni       | codice YPES | capoluogo (se diverso) |
| ------------ | ----------- | ---------------------- |
| Aetos        | 3802        | Kopanaki               |
| Aipeia       | 3803        | Longa                  |
| Andania      | 3804        | Diavolitsi             |
| Androusa     | 3805        |                        |
| Arfara       | 3808        |                        |
| Aris         | 3806        |                        |
| Aristomenis  | 3807        |                        |
| Avia         | 3801        | Kampos                 |
| Avlona       | 3809        | Sidirokastro           |
| Chiliochoria | 3831        | Chandrinos             |
| Dorio        | 3812        |                        |
| Eira         | 3813        | Neda                   |
| Filiatra     | 3830        |                        |
| Gargalianoi  | 3811        |                        |
| Ithomi       | 3815        | Valyra                 |
| Calamata     | 3816        |                        |
| Corone       | 3817        |                        |
| Kyparissia   | 3818        |                        |
| Lefktro      | 3819        | Kardamyli              |
| Meligalas    | 3821        |                        |
| Messene      | 3822        |                        |
| Modone       | 3820        |                        |
| Navarino     | 3827        |                        |
| Nestoras     | 3823        | Chora                  |
| Ichalia      | 3824        | Meropi                 |
| Papaflessas  | 3825        | Vlahopoulo             |
| Petalidi     | 3826        |                        |
| Thouria      | 3814        |                        |
| Voufrades    | 3810        | Chatzis                |

| comunità | codice YPES | capoluogo (se diverso) |
| -------- | ----------- | ---------------------- |
| Trikorfo | 3828        |                        |
| Tripyla  | 3829        | Raptopoulo             |